# Escafandre autònom

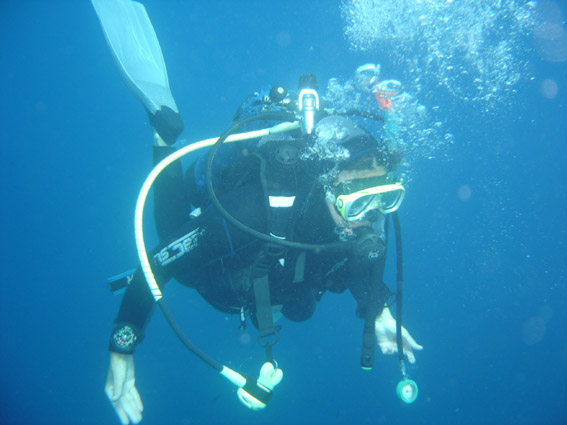
Bussejador sota l'aigua, equipat amb un escafandre autònom.

L'escafandre autònom és un aparell de respiració autònom sota l'aigua utilitzat en la immersió amb les pròpies reserves d'aire i és independent de qualsevol mitjà de respiració dels emprats a la superfície. Porta un dispositiu que regula el subministrament d'aire d'acord amb la necessitat de cada moment. Se'n diu autònoma perquè inclou una reserva de gasos respirables que allibera el bus de tota dependència de la superfície durant la immersió.
Molts bussejadors no l'anomenen «escafandre autònom» sinó que fan servir el terme general «equip de busseig», encara que en el cas del busseig amb regulador aquest equip de busseig comprèn habitualment com a mínim una o més ampolles d'aire comprimit (o altres gasos respirables), el regulador que permet descomprimir l'aire a la pressió de l'entorn (per fer-ho respirable per al bussejador), un vestit aquàtic (en general fet de neoprè), aletes de busseig, llast i les eines necessàries per al càlcul de la descompressió (en general un ordinador de busseig, encara que també és possible realitzar el càlcul mitjançant taules de descompressió, cronòmetre i profundímetre).

## Història

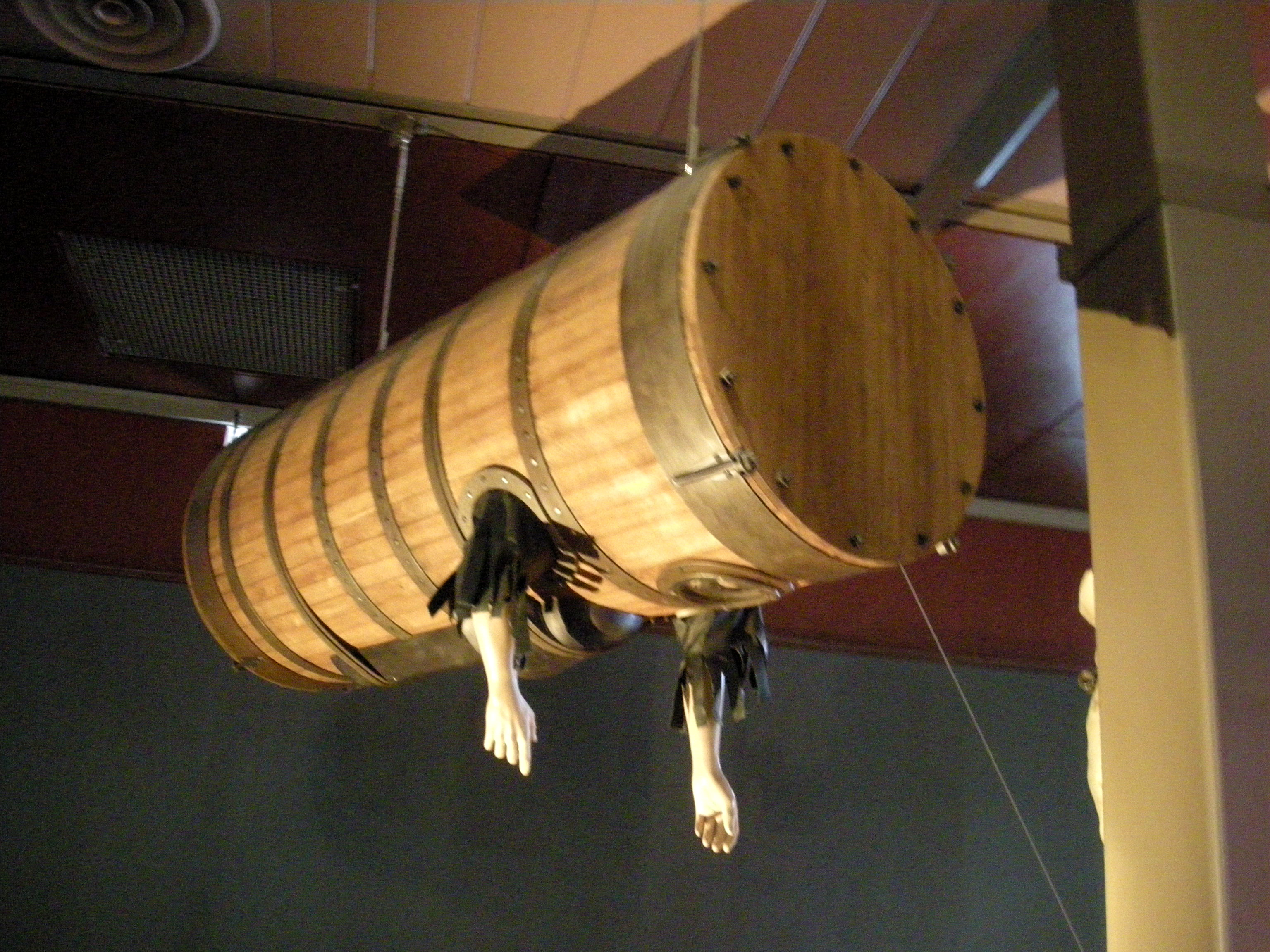
Rèplica de la màquina d'immersió Lethbridge a la Cité de la Mer, Cherbourg, França

El tema de permanència sota l'aigua durant un llarg espai de temps, es va resoldre molt abans en el busseig lliure fins a arribar a convertir-se en un esport. Els pioners del busseig, als segles XVIII i XIX, van inventar diferents sistemes de respiració subaquàtica que tant podien dependre de la superfície (mitjançant aire bombat) com podien ser autònoms (amb reserva d'aire embarcada pel bus). En el passat van ser dissenyats equips de busseig per permetre romandre sota l'aigua, com la campana de busseig i finalment l'equip dels bussos. En aquest darrer sistema però, el subministrament d'aire als bussos es feia des de la superfície, amb l'inconvenient que limitava la llibertat de moviment dels bussos, en haver de romandre connectats tota l'estona a l'equip de subministrament d'aire.
Els pioners del busseig, en els segles xviii i xix, van inventar diferents sistemes de respiració subaquàtica que tant podien dependre de la superfície (mitjançant aire bombat) com podien ser autònoms (amb reserva d'aire embarcada pel bus). Entre els primers sistemes autònoms d'exploració subaquàtica poden esmentar la bóta que l'anglès John Lethbridge va inventar el 1715, bóta que incloïa un llast que un cop alliberat li permetia tornar a la superfície, o la màquina hidrostatergàtica (machine hydrostatergatique) que el francès Fréminet (un burgès de París) va utilitzar en els anys 1770 i 1780.
Al llarg del segle xix i fins a mitjans del segle xx el sistema de busseig més habitual va ser el de l'escafandre tradicional o escafandre de casc, en què el bus deambulava verticalment pel fons d'un mar, riu o llac respirant gràcies a l'aire que una bomba li enviava des de la superfície a través d'una mànega que arribava fins al casc. Els sistemes autònoms, com ja havia estat el cas al segle xviii, van seguir sent l'excepció al segle xix, però, tot i això, hi va haver alguns invents de major o menor eficàcia. El primer reciclador (als recicladors també se'ls anomena «sistemes de respiració reciclada») va ser patentat per primera vegada a França el 1808 per Sieur Touboulic, però no se'n va fabricar cap de manera eficaç fins que va arribar en 1849 el reciclador de Pierre Aimable De Saint Simon Sicard. Des de llavors es va continuar perfeccionant la tecnologia del reciclador a altres països d'Europa fins a l'actualitat, sobretot a Anglaterra i a Alemanya, però sempre amb una autonomia molt limitada en profunditat a causa del fet d'usar oxigen pur al sistema de reciclatge de l'aire respirat (perquè l'oxigen pur pot provocar un edema pulmonar en profunditats superiors a 10 o més metres).
La tecnologia del reciclador és, per tant, molt limitada pel que fa a la profunditat que el bussejador pot assolir, però no és el cas del regulador quan està acoblat a una reserva d'aire comprimit, la quantitat d'oxigen de la qual no és perillosa fins a aproximadament els 70 metres de profunditat. Altres barreges de gasos, en proporcions diferents de les de l'aire que compon l'atmosfera terrestre, permeten fins i tot bussejar amb relativa seguretat a profunditats d'uns pocs centenars de metres. El primer regulador de la història, o en tot cas el més antic del que se'n tingui constància, va ser patentat a Argentan en 1838 pel metge francès Manuel Théodore Guillaumet. Estava acoblat a una mànega alimentada en aire des de la superfície i, per tant, no constituïa en si mateix un escafandre autònom pròpiament dit. La primera vegada que un regulador va ser acoblat a una reserva d'aire va ser gràcies a l'invent que el francès Benoit Rouquayrol va posar a punt el 1860 perquè els miners poguessin escapar de mines inundades o intoxicades amb gas verinós. El 1864 l'oficial de la marina imperial francesa Auguste Denayrouze es va associar a Rouquayrol per adaptar l'invent al busseig i el 1865 va començar la primera producció en sèrie de la història d'un escafandre autònom. En 1867 l'aparell Rouquayrol-Denayrouze va ser presentat a l'exposició universal d'aquell mateix any a París on va guanyar la medalla d'or en la seva categoria. Impressionat per aquest invent l'escriptor Jules Verne va equipar el capità Nemo i els seus homes amb l'aparell Rouquayrol-Denayrouze en la seva famosa novel·la Vint mil llegües de viatge submarí. Però Verne va descriure a la seva novel·la una versió fictícia de l'aparell, que millorat pel talent i l'enginy del capità Nemo podia proporcionar hores d'autonomia a qualsevol profunditat. En realitat el veritable aparell Rouquayrol-Denayrouze, tal com estava concebut al segle xix, amb una reserva d'aire comprimit de baixa pressió, no podia permetre immersions de més de 30 minuts a no més de 10 metres de profunditat. El primer regulador de busseig comercialment pràctic va ser dissenyat i construït per l'enginyer de busseig Henry Fleuss el 1878, mentre treballava per a Siebe Gorman a Londres. El seu aparell respiratori autònom consistia en una màscara de goma connectada a una bossa de respiració, amb un 50-60% d'oxigen estimat subministrat des d'un dipòsit de coure i diòxid de carboni netejat fent-lo passar per un feix de fil de corda amarat en una solució de potassa càustica.
Els escafandres autònoms moderns, amb reguladors de molt menor dimensió que el regulador Rouquayrol-Denayrouze i amb ampolles de gas comprimit a pressions que permeten respirar durablement a profunditats molt superiors a 10 metres, són un invent dels francesos Émile Gagnan i Jacques-Yves Cousteau. A París el 1942, a causa de la confiscació de la gasolina per part dels alemanys, Gagnan va miniaturitzar un regulador Rouquayrol-Denayrouze i el va adaptar als motors gasògens perquè els francesos poguessin utilitzar els seus automòbils, tot esperant temps millors en què la benzina tornés a ser més fàcil de trobar. Cousteau va conèixer Gagnan el desembre del 1942 i li va proposar que acoblessin el seu regulador no entre el carburador d'un motor i una caldera de gasos sinó entre una ampolla d'aire comprimit i els pulmons d'un bussejador. Gagnan ho va acceptar i van fer en 1943 una sèrie de proves al Marne. Després de resoldre algunes dificultats van patentar el primer regulador modern, el scaphandre autonome Cousteau-Gagnan («escafandre autònom Cousteau-Gagnan»). El 1945, acabada ja la guerra, van patentar una versió millorada, el CG45 («C» de Cousteau, «G» de Gagnan i «45» de 1945), que va ser el primer regulador modern a ser comercialitzat (a partir de 1946). El 1957, una versió modificada per la marca Nemrod va permetre al barceloní Eduard Admetlla i Lázaro submergir-se fins als 100 metres de profunditat, establint així un nou rècord mundial.
Tant els bussejadors com els atletes professionals necessitaven poder respirar a partir d'una reserva d'aire comprimit per assegurar la seva autonomia i llibertat de moviment sota l'aigua. Aquest objectiu es va assolir amb la invenció del regulador de busseig que va permetre fabricar un aparell de respiració autònom amb aire comprimit (l′escafandre autònom). Amb els anys aquesta unitat ha estat objecte d'addicions i millores contínues, el que garanteix d'avui en dia un alt nivell de seguretat i comoditat.

## Tipus

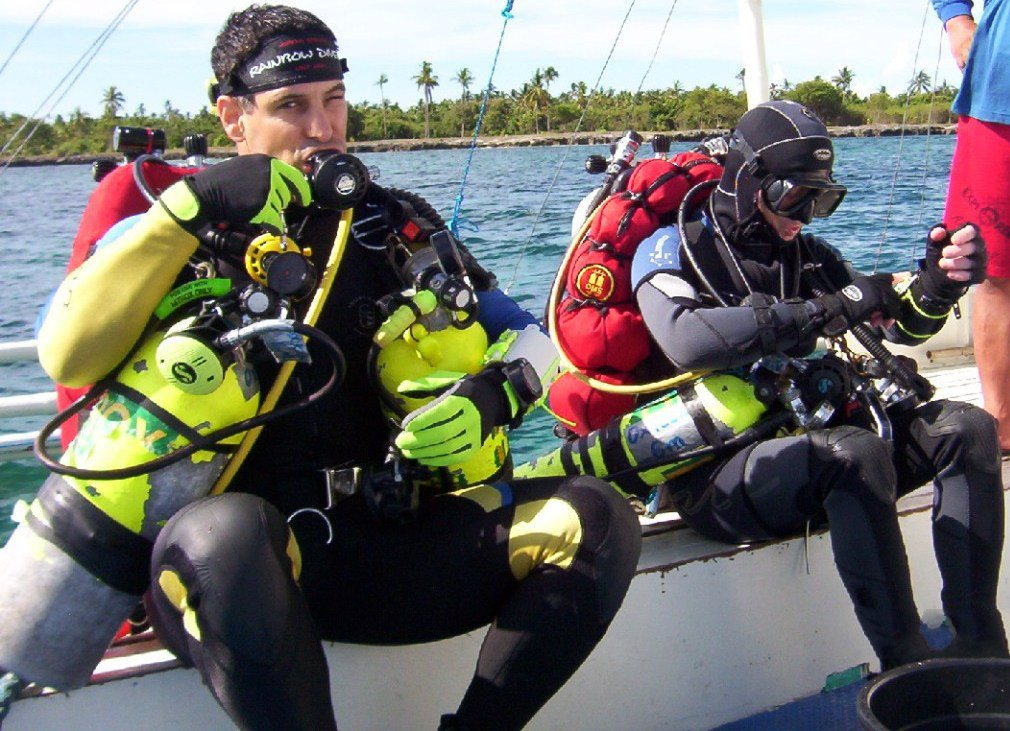
Fotografia de dos bussejadors amb escafandre autònom.

L'escafandre autònom pot ser de diversos tipus: de circuit tancat, de circuit obert, de circuit semi-obert, o de circuit mixt.
De circuit tancat
Aquest terme designa en realitat als sistemes de respiració reciclada, o recicladors, en què el bussejador respira oxigen gairebé pur en un circuit tancat, és a dir que l'oxigen exhalat torna a ser respirat de nou. Això és possible perquè en el sistema de respiració reciclada l'aire exhalat passa, abans de ser respirat de nou, per un cartutx de sosa càustica que fixa i reté les molècules de diòxid de carboni i que alhora allibera oxigen. Quan el cartutx de sosa està saturat de diòxid de carboni i ja no té la propietat d'alliberar oxigen és quan el reciclador ha arribat al límit de la seva autonomia. L'oxigen és tòxic quan es respira comprimit a certes pressions, per això els recicladors moderns no permeten bussejar a profunditats superiors a uns 8 metres. En canvi els recicladors tenen dos grans avantatges: el primer avantatge és que permeten una gran autonomia, entre 4 i 6 hores sota l'aigua sense necessitat de tornar a la superfície. El segon avantatge és que no produeixen bombolles (la producció de bombolles és pròpia dels circuits oberts) i, per tant, cap observador de la superfície pot adonar-se de la presència d'un bus sota les aigües, tret que es trobi just a sobre i que l'aigua sigui molt cristal·lina. Aquests avantatges fan que els recicladors hagin estat sempre, des de la Segona Guerra Mundial, els aparells autònoms de respiració utilitzats sistemàticament pels bussos militars.
De circuit obert
Aquest terme designa en realitat l'equip utilitzat per un submarinista que busseja amb un equip completament independent de la superfície (un regulador acoblat a una reserva d'aire comprimit, un reciclador, etc.). L'escafandre autònom és el dispositiu de busseig més habitual des que el 1943 els francesos Jacques-Yves Cousteau i Émile Gagnan van inventar el regulador.

## Taules de descompressió
L'eina de descompressió (ordinador o taules) és necessària per a un bussejador autònom perquè el seu regulador li proporciona en tot moment un aire que es troba a la mateixa pressió que l'aigua que l'envolta. El bussejador autònom es troba, per tant, en la mateixa situació de compressió de gasos que un bus tradicional amb casc i mànega d'aire a pressió, però diferent d'un bus que utilitzi un vestit atmosfèric.

## Respiració de gasos per a busseig
Fins que el Nitrox, que conté més oxigen que l'aire, va ser àmpliament acceptat a finals de la dècada de 1990, gairebé tot el busseig recreatiu feia servir aire comprimit i filtrat simple. Altres barreges de gasos, típicament usades per a immersions més profundes per bussos tècnics, poden substituir part o tot el nitrogen per heli (anomenat Trimix, o Heliox si no hi ha nitrogen), o fer servir proporcions d'oxigen més baixes que l'aire. En aquestes situacions, els bussos solen portar equips de busseig addicionals, anomenats etapes, amb barreges de gasos amb nivells més alts d'oxigen que s'utilitzen principalment per reduir el temps de descompressió en el busseig amb descompressió per etapes. Aquestes barreges de gasos permeten immersions més llargues, una millor gestió dels riscos de malaltia per descompressió, toxicitat per oxigen o manca d'oxigen (hipòxia), i la gravetat de narcosi de nitrogen. Els equips de busseig de circuit tancat (rebreathers) proporcionen una barreja de gasos que es controlen per optimitzar la barreja per a la profunditat real en aquell moment.

## Nota
1. ↑  La reserva de gasos respirables de les escafandres autònomes està constituïda, en la immensa major part d'immersions practicades al món, per una o més ampolles d'aire comprimit. No obstant això, per augmentar la durada de les immersions o per bussejar a majors profunditats, els bussejadors experimentats i acreditats amb diplomes especials de busseig solen fer servir altres barreges de gasos respirables, com per exemple el nitrox, el trimix, hidreliox o hídrox